# Saint-Laon
Saint-Laon é uma comuna francesa na região administrativa da Nova Aquitânia, no departamento de Vienne. Estende-se por uma área de 11,93 km². Em 2010 a comuna tinha 135 habitantes (densidade: 11,3 hab./km²).